# Преображеновка (Завитинский район)
В Амурской области в Октябрьском районе тоже есть село Преображеновка.
Преображе́новка — село в Завитинском районе Амурской области России. Административный центр Преображеновского сельсовета.

## География
Село Преображеновка — спутник Завитинска, находится на расстоянии 8 км к югу от города.
Западнее села проходит железнодорожная линия Завитая — Поярково.
На северо-восток от села Преображеновка идёт дорога к станции Дея и к селу Валуево.
На юго-запад от села Преображеновка идёт дорога к сёлам Куприяновка, Фёдоровка и Подоловка.

## Население
| 2002 | 2010 | 2012 | 2013 | 2014 | 2015 | 2016 |
| ---- | ---- | ---- | ---- | ---- | ---- | ---- |
| 293  | ↘249 | ↘243 | ↘234 | ↘228 | ↘223 | ↘210 |
| 2017 | 2018 |      |      |      |      |      |
| ↘197 | ↘175 |      |      |      |      |      |

## Улицы
- ул. Берёзовая,
- ул. Дубки,
- ул. Зелёная,
- ул. Новая,
- ул. Центральная.

## Экономика
Сельскохозяйственные предприятия Завитинского района.